# Phintella
Phintella là một chi nhện trong họ Salticidae. Chi này có khoảng 39 loài phân bố ở châu Á, châu Âu và châu Phi.

## Các loài
- Phintella abnormis (Bösenberg & Strand, 1906) — Nga, Trung Quốc, Hàn Quốc, Nhật Bản
- Phintella accentifera (Simon, 1901) — Ấn Độ, Trung Quốc, Việt Nam
- Phintella aequipeiformis Zabka, 1985 — Trung Quốc, Việt Nam
- Phintella aequipes (Peckham & Peckham, 1903) — Đông, Nam Phi
  - Phintella aequipes minor (Lessert, 1925) — Đông Phi
- Phintella africana Wesolowska & Tomasiewicz, 2008 — Ethiopia
- Phintella arenicolor (Grube, 1861) — Nga, Trung Quốc, Hàn Quốc, Nhật Bản
- Phintella argenteola (Simon, 1903) — Việt Nam
- Phintella assamica Prószyński, 1992 — Ấn Độ
- Phintella bifurcata Prószyński, 1992 — Ấn Độ
- Phintella bifurcilinea (Bösenberg & Strand, 1906) — Trung Quốc, Hàn Quốc, Việt Nam, Nhật Bản
- Phintella bunyiae Barrion & Litsinger, 1995 — Philippines
- Phintella castriesiana (Grube, 1861) — miền Cổ bắc
- Phintella cavaleriei (Schenkel, 1963) — Trung Quốc, Hàn Quốc
- Phintella clathrata (Thorell, 1895) — Myanmar
- Phintella coonooriensis Prószyński, 1992 — Ấn Độ
- Phintella debilis (Thorell, 1891) — Ấn Độ đến Đài Loan, Java
- Phintella dives (Simon, 1899) — Sumatra
- Phintella hainani Song, Gu & Chen, 1988 — Trung Quốc
- Phintella incerta Wesolowska & Russell-Smith, 2000 — Tanzania
- Phintella indica (Simon, 1901) — Ấn Độ
- Phintella leucaspis (Simon, 1903) — Sumatra
- Phintella linea (Karsch, 1879) — Nga, Trung Quốc, Hàn Quốc, Nhật Bản
- Phintella lucai Zabka, 1985 — Việt Nam
- Phintella lucida Wesolowska & Tomasiewicz, 2008 — Ethiopia
- Phintella macrops (Simon, 1901) — Ấn Độ
- Phintella multimaculata (Simon, 1901) — Sri Lanka
- Phintella mussooriensis Prószyński, 1992 — Ấn Độ
- Phintella nilgirica Prószyński, 1992 — Ấn Độ
- Phintella parva (Wesolowska, 1981) — Russia, Trung Quốc, Korea
- Phintella piatensis Barrion & Litsinger, 1995 — Philippines
- Phintella planiceps Berry, Beatty & Prószyn'ski, 1996 — quần đảo Caroline
- Phintella popovi (Prószyński, 1979) — Russia, Trung Quốc, Korea
- Phintella pygmaea (Wesolowska, 1981) — Trung Quốc
- Phintella reinhardti (Thorell, 1891) — Quần đảo Nicobar
- Phintella suavis (Simon, 1885) — Nepal đến Malaysia
- Phintella suknana Prószyński, 1992 — Ấn Độ
- Phintella versicolor (C. L. Koch, 1846) — Trung Quốc, Hàn Quốc, Đài Loan, Nhật Bản, Sumatra, Hawai'i
- Phintella vittata (C. L. Koch, 1846) — Ấn Độ đến Philippines
- Phintella volupe (Karsch, 1879) — Sri Lanka, Bhutan

## Hình ảnh